# Пропантиол-1
Пропантиол, пропилмеркаптан (PrSH) — бесцветная жидкость с резким характерным неприятным запахом. Относится к сераорганическим соединениям. Состоит из пропильной и тиольной групп. Вместе с этантиолом применяется для одорации природного газа.

## Получение
Пропантиол-1 можно получить реакцией гидросульфида натрия с 1-бромпропаном в этаноле:
{\displaystyle {\ce {CH3CH2CH2Br + NaSH -> CH3CH2CH2SH + NaBr}}}
Выход реакции составляет около 60 %.
Также вещество можно получить из 1-бромпропана в реакции с тиомочевиной:
В промышленности пропантиол-1 получают из пропилена и сероводорода. Реакция инициируется ультрафиолетовым излучением, а региоселективность обеспечивается соединениями, направляющими ход реакции против правила Марковникова.

## Свойства

### Химические свойства
Некоторые из свойств пропантиола-1 по существу аналогичны свойствам спиртов. Пропантиол-1-анион вступает в реакцию Вильямсона, приводящую к получению тиоэфира:
{\displaystyle {\ce {C3H7S- + RX -> C3H7SR + X-}}}, где R — углеводородный радикал, X — любой нуклеофил (как правило, галоген).

### Физические свойства
Подвижная летучая жидкость с неприятным (характерным «тиоловым») запахом. Менее летуч, чем гомологичное соединение этантиол, однако пары данного соединения достаточно плотные, а предел взрываемости достаточно низок, поэтому соединение считается более взрывоопасным, чем его более лёгкие гомологи.